# Spotting
L'spotting és l'afició d'observar, seguir i fotografiar avions, trens, autobusos, cotxes o vaixells. Els aficionats a aquesta pràctica s'anomenen spotters. Els spotters anoten detalls del fabricant, model, matrícula o destinació del vehicle, a més a més de detalls sobre les rutes, infraestructures, estacions o aeroports relacionats.

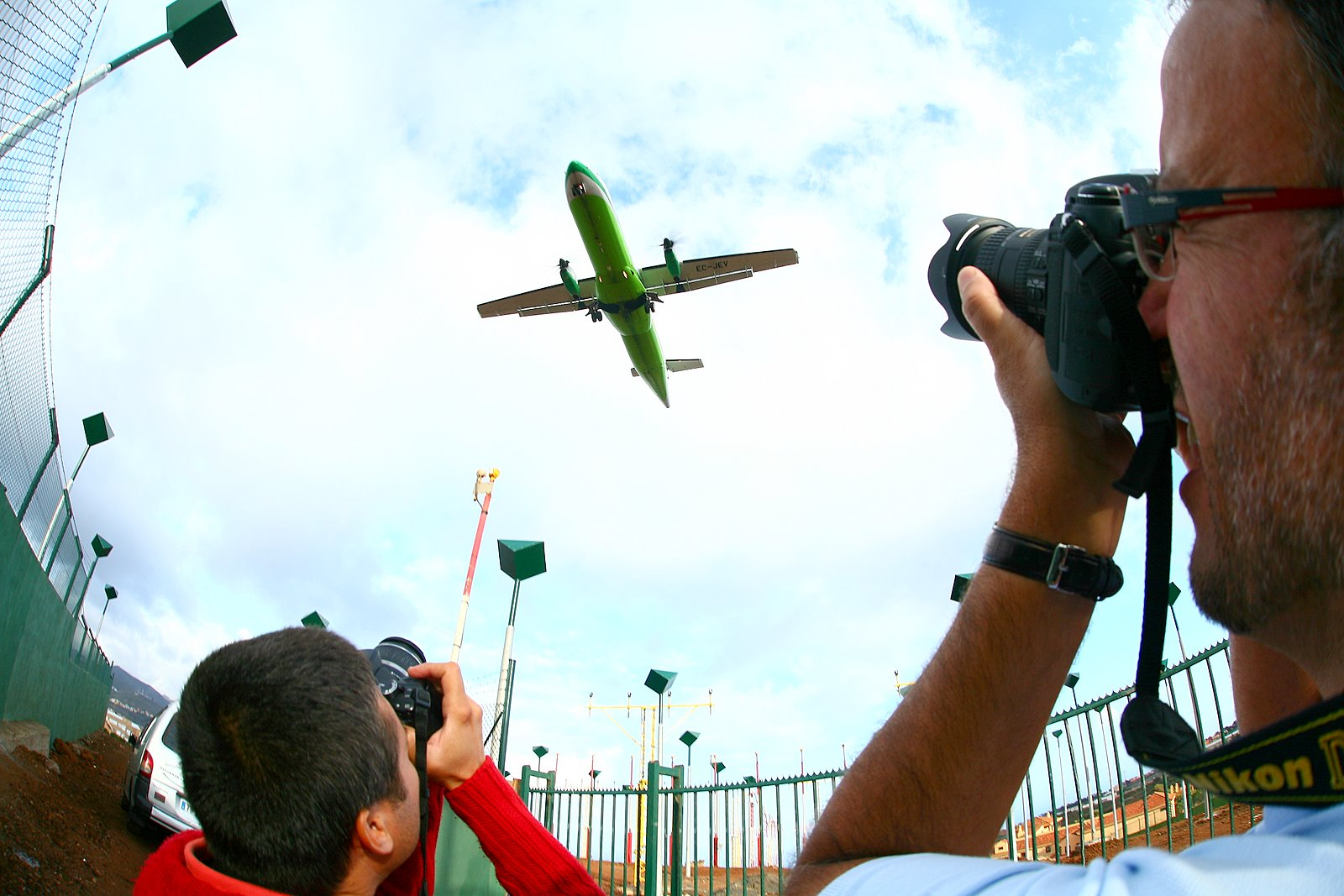
Spotters als voltants de l'Aeroport de Los Rodeos de Tenerife.

L'Aeroport de Barcelona El Prat és un punt de trobada de molts spotters d'avions, on l'Ajuntament del Prat de Llobregat hi té diversos miradors habilitats per a la pràctica d'aquesta afició.

## Orígens

### Trens
Un dels promotors de l' spotting de trens més conegut al Regne Unit va ser Ian Allan. Allan va publicar l'ABC of Southern Railway Locomotives quan treballava per la Southern Railway el desembre de 1943 arran d'una creixent demanda d'informació. La primera edició, de 2000 exemplars, es va vendre en pocs dies; les següents publicacions de locomotores d'altres companyies, autobusos, tramvies i troleibusos també van tenir molt èxit. L'any 1943, ell i la seva futura esposa, van crear un club d'aficionats a l'spotting de trens, l' Ian Allan Loco-spotters' Club, que va arribar als 150.000 membres l'any 1951.

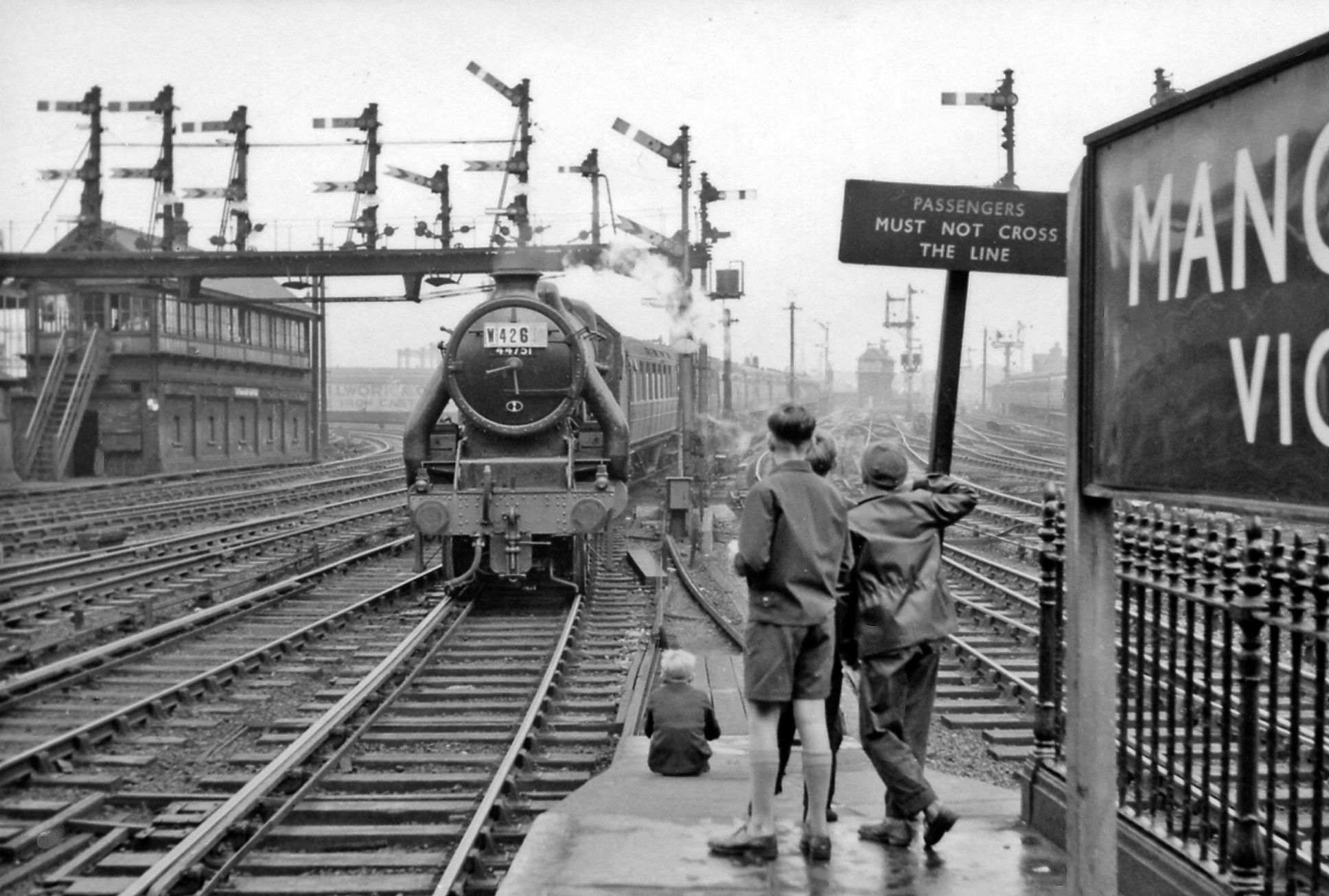
Spotters de tren a Manchester Victoria & Exchange l'any 1960. Ben-Brooksbank